# Africký pohár národů 2010
Africký pohár národů pořádaný Angolou v roce 2010 byl 27. ročníkem fotbalového mistrovství Afriky, které je v pravidelném dvouletém intervalu organizováno pod hlavičkou CAF. Turnaj začal 10. ledna 2010 a završil se 31. ledna 2010, kdy ve finále Egypt zdolal Ghanu a obhájil tak trofej z předchozího Afrického poháru národů.
Počátek turnaje byl poznamenán teroristickým útokem na autobus reprezentace Toga a jejím následným odstoupením a diskvalifikací poté, co Togo nenastoupilo ke svému prvnímu utkání ve skupině. Počet zúčastněných týmů tak klesl na 15 a také původní počet zápasů 32 se zredukoval na 29.

## Volba pořadatele
Devět zemí se nabídlo kandidovat na hostitele turnaje včetně jedné společné nabídky:
- Angola – byla vybrána a stala se pořadatelem
- Nigérie (záložní pořadatel)
- Gabon /  Rovníková Guinea byly vybrány pro pořadatelství v roce 2012
- Libye byla vybrána pro pořadatelství v roce 2013
- Mosambik
- Namibie
- Zimbabwe
- Senegal

## Kvalifikace
Kvalifikace započala v říjnu 2007 a byla také současně kvalifikací na Mistrovství světa ve fotbale 2010. Celkem se jí zúčastnilo 53 národních mužstev afrického kontinentu. Ačkoli měla Angola jako pořadatel účast zajištěnou, bojovala v kvalifikaci o účast na mistrovství světa. Obdobně reprezentace Jihoafrické republiky bojovala v kvalifikaci o účast na Africkém poháru, což se jí nakonec nepodařilo, a tak zůstala jedinou africkou zemí účastnící se mistrovství světa, která se neprobojovala na kontinentální mistrovství.

### Kvalifikované týmy
- Alžírsko
- Angola (hostitel)
- Benin
- Burkina Faso
- Kamerun
- Pobřeží slonoviny
- Egypt
- Gabon
- Ghana
- Malawi
- Mali
- Mosambik
- Nigérie
- Togo (odstoupilo po teroristickém útoku na jejich autobus)
- Tunisko
- Zambie

## Los základních skupin
Los finálového turnaje se uskutečnil 20. listopadu 2009 v Talatona Convention Centre v Luandě, Angola. 16 týmů bylo umístěno do čtyř košů především podle hodnocení výsledků v posledních třech kontinentálních mistrovstvích. Do prvního koše připadly jako nasazené týmy tyto: Angola - pořadatelská země rovnou připadla na pozici A1 (skupina A), Egypt - obhájce trofeje, zbývající dvě místa v prvním koši připadly nejlépe hodnoceným týmům, což byly Kamerun a Pobřeží slonoviny.
| Koš 1                                  | Koš 2                      | Koš 3                      | Koš 4                              |
| -------------------------------------- | -------------------------- | -------------------------- | ---------------------------------- |
| Angola Egypt Kamerun Pobřeží slonoviny | Ghana Nigérie Tunisko Mali | Zambie Benin Alžírsko Togo | Burkina Faso Mosambik Gabon Malawi |

| Skupina A   | Skupina B            | Skupina C   | Skupina D  |
| ----------- | -------------------- | ----------- | ---------- |
| A1 Angola   | B1 Pobřeží slonoviny | C1 Egypt    | D1 Kamerun |
| A2 Mali     | B2 Burkina Faso      | C2 Nigérie  | D2 Gabon   |
| A3 Malawi   | B3 Ghana             | C3 Mosambik | D3 Zambie  |
| A4 Alžírsko | B4 Togo              | C4 Benin    | D4 Tunisko |

## Rozhodčí
Pro turnaj byli vybráni tito rozhodčí:
| Hlavní rozhodčí | Asistenti rozhodčího |
| --- | --- |
| Mohamed Benouza Hélder Martins de Carvalho Coffi Codjia Desire Doue Normandiez Essam Abd El Fatah Koman Coulibaly Rajindraparsad Seechurn Khalil Al Ghamdi Badara Diatta Eddy Maillet Daniel Bennett Jerome Damon Khalid Abdel Rahman Kokou Djaoupe Kacem Bennaceur Muhmed Ssegonga | Inácio Manuel Candido Desire Gahungu Evarist Menkouande Nasser Sadek Abdel Nabi Angesom Ogbamariam Ayuba Haruna Hassan Kamranifar Fooad El Maghrabi Moffat Champiti Redouane Achik Peter Edibe Mohammed Al Ghamdi Enock Molefe Celestin Ntagungira Bechir Hassani Kenneth Chichenga |

## Stadiony
Pro turnaj nechala Angolská fotbalová federace postavit čtyři nové multifunkční stadiony.
| Město    | Stadion                       | Kapacita |
| -------- | ----------------------------- | -------- |
| Luanda   | Estádio 11 de Novembro        | 50 000   |
| Benguela | Estádio Nacional de Ombaka    | 35 000   |
| Cabinda  | Estádio Nacional do Chiazi    | 20 000   |
| Lubango  | Estádio Nacional da Tundavala | 20 000   |

## Útok na reprezentaci Toga
Dne 8. ledna zaútočili v angolské exklávě Cabinda ozbrojenci na autobus s reprezentací Toga, která na turnaj přijížděla, 3 lidé byli zabiti a dalších 9 zraněno. K útoku se přihlásila organizace FLEC, usilující o samostatnost Cabindy.
V reakci na to oznámila následující den tožská reprezentace odstoupení z turnaje, poté ovšem svůj názor změnila a hodlala se zúčastnit. Definitivně se pak rozhodla odstoupit 10. ledna na pokyn vlády Toga.
Za odstoupení zakázala CAF Togu účast na dvou následujících afrických mistrovstvích a udělila mu pokutu 50 000 $. Zdůvodnila to tím, že odstoupení reprezentace bylo vynuceno politicky a navzdory rozhodnutí hráčů.
Tento trest však byl v květnu 2010 zrušen.

## Zápasy
| Barevný klíč k pořadí ve skupině                                |
| --------------------------------------------------------------- |
| Týmy umístěné na prvních dvou místech postupují do čtvrtfinále. |
| Týmy na třetím a čtvrtém místě se s turnajem loučí.             |

### Skupina A
| Tým      | Z | V | R | P | VG | OG | GR | B |
| -------- | - | - | - | - | -- | -- | -- | - |
| Angola   | 3 | 1 | 2 | 0 | 6  | 4  | +2 | 5 |
| Alžírsko | 3 | 1 | 1 | 1 | 1  | 3  | –2 | 4 |
| Mali     | 3 | 1 | 1 | 1 | 7  | 6  | +1 | 4 |
| Malawi   | 3 | 1 | 0 | 2 | 4  | 5  | –1 | 3 |

- O konečném pořadí mezi Alžírskem a Mali rozhodl vzájemný zápas.

| 10. ledna 2010 20:00 UTC+1                             |        |                                             |                                                                                    |
| Angola                                                 | 4:4    | Mali                                        | Estádio 11 de Novembro, Luanda diváci: 45 000 rozhodčí: Essam Abd El Fatah (Egypt) |
| Flávio 36', 42' Gilberto 67' (pen.) Manucho 74' (pen.) | Report | Keita 79', 90+3' Kanouté 88' Yatabaré 90+4' | Estádio 11 de Novembro, Luanda diváci: 45 000 rozhodčí: Essam Abd El Fatah (Egypt) |

| 11. ledna 2010 14:45 UTC+1            |        |          |                                                                                |
| Malawi                                | 3:0    | Alžírsko | Estádio 11 de Novembro, Luanda diváci: 1 000 rozhodčí: Badara Diatta (Senegal) |
| Mwafulirwa 17' Kafoteka 35' Banda 48' | Report |          | Estádio 11 de Novembro, Luanda diváci: 1 000 rozhodčí: Badara Diatta (Senegal) |

| 14. ledna 2010 17:00 UTC+1 |        |              |                                                                                 |
| Mali                       | 0:1    | Alžírsko     | Estádio 11 de Novembro, Luanda diváci: 4 000 rozhodčí: Muhmed Ssegonga (Uganda) |
|                            | Report | Halliche 43' | Estádio 11 de Novembro, Luanda diváci: 4 000 rozhodčí: Muhmed Ssegonga (Uganda) |

| 14. ledna 2010 19:30 UTC+1 |        |        |                                                                                                |
| Angola                     | 2:0    | Malawi | Estádio 11 de Novembro, Luanda diváci: 48 500 rozhodčí: Desire Doue Normandiez (Côte d'Ivoire) |
| Flávio 49' Manucho 55'     | Report |        | Estádio 11 de Novembro, Luanda diváci: 48 500 rozhodčí: Desire Doue Normandiez (Côte d'Ivoire) |

| 18. ledna 2010 17:00 UTC+1 |        |          |                                                                                     |
| Angola                     | 0:0    | Alžírsko | Estádio 11 de Novembro, Luanda diváci: 40 000 rozhodčí: Jerome Damon (South Africa) |
|                            | Report |          | Estádio 11 de Novembro, Luanda diváci: 40 000 rozhodčí: Jerome Damon (South Africa) |

| 18. ledna 2010 17:00 UTC+1       |        |                |                                                                                                  |
| Mali                             | 3:1    | Malawi         | Estádio Nacional do Chiazi, Cabinda diváci: 21 000 rozhodčí: Rajindraparsad Seechurn (Mauritius) |
| Kanouté 1' Keita 3' Bagayoko 85' | Report | Mwafulirwa 58' | Estádio Nacional do Chiazi, Cabinda diváci: 21 000 rozhodčí: Rajindraparsad Seechurn (Mauritius) |

### Skupina B
| Tým               | Z | V | R | P | VG | OG | GR | B |
| ----------------- | - | - | - | - | -- | -- | -- | - |
| Pobřeží slonoviny | 2 | 1 | 1 | 0 | 3  | 1  | +2 | 4 |
| Ghana             | 2 | 1 | 0 | 1 | 2  | 3  | –1 | 3 |
| Burkina Faso      | 2 | 0 | 1 | 1 | 0  | 1  | -1 | 1 |

- Togo odstoupilo z turnaje po útoku na jejich autobus v Cabindě.

| 11. ledna 2010 17:00 UTC+1 |        |              |                                                                                       |
| Pobřeží slonoviny          | 0:0    | Burkina Faso | Estádio Nacional do Chiazi, Cabinda diváci: 5 000 rozhodčí: Kacem Bennaceur (Tunisia) |
|                            | Report |              | Estádio Nacional do Chiazi, Cabinda diváci: 5 000 rozhodčí: Kacem Bennaceur (Tunisia) |

| 11. ledna 2010 19:30 UTC+1 |           |      |                                     |
| Ghana                      | 'Zrušeno' | Togo | Estádio Nacional do Chiazi, Cabinda |
|                            |           |      | Estádio Nacional do Chiazi, Cabinda |

| 15. ledna 2010 17:00 UTC+1 |           |      |                                     |
| Burkina Faso               | 'Zrušeno' | Togo | Estádio Nacional do Chiazi, Cabinda |
|                            |           |      | Estádio Nacional do Chiazi, Cabinda |

| 15. ledna 2010 19:30 UTC+1                  |        |                   |                                                                                          |
| Pobřeží slonoviny                           | 3:1    | Ghana             | Estádio Nacional do Chiazi, Cabinda diváci: 23 000 rozhodčí: Jerome Damon (South Africa) |
| Gervinho 23' Eboué 57' Tiéné 67' Drogba 90' | Report | Gyan 90+3' (pen.) | Estádio Nacional do Chiazi, Cabinda diváci: 23 000 rozhodčí: Jerome Damon (South Africa) |

| 19. ledna 2010 17:00 UTC+1 |        |             |                                                                                  |
| Burkina Faso               | 0:1    | Ghana       | Estádio 11 de Novembro, Luanda diváci: 8 000 rozhodčí: Eddy Maillet (Seychelles) |
| Tall 66'                   | Report | A. Ayew 30' | Estádio 11 de Novembro, Luanda diváci: 8 000 rozhodčí: Eddy Maillet (Seychelles) |

| 19. ledna 2010 17:00 UTC+1 |           |      |                                     |
| Pobřeží slonoviny          | 'Zrušeno' | Togo | Estádio Nacional do Chiazi, Cabinda |
|                            |           |      | Estádio Nacional do Chiazi, Cabinda |

### Skupina C
| Tým      | Z | V | R | P | VG | OG | GR | B |
| -------- | - | - | - | - | -- | -- | -- | - |
| Egypt    | 3 | 3 | 0 | 0 | 7  | 1  | +6 | 9 |
| Nigérie  | 3 | 2 | 0 | 1 | 5  | 3  | +2 | 6 |
| Benin    | 3 | 0 | 1 | 2 | 2  | 5  | –3 | 1 |
| Mosambik | 3 | 0 | 1 | 2 | 2  | 7  | –5 | 1 |

| 12. ledna 2010 17:00 UTC+1     |        |           |                                                                                                   |
| Egypt                          | 3:1    | Nigérie   | Estádio Nacional de Ombaka, Benguela diváci: 18 000 rozhodčí: Rajindraparsad Seechurn (Mauritius) |
| Moteab 34' Hassan 54' Gedo 87' | Report | Obasi 12' | Estádio Nacional de Ombaka, Benguela diváci: 18 000 rozhodčí: Rajindraparsad Seechurn (Mauritius) |

| 12. ledna 2010 19:30 UTC+1 |        |                                      |                                                                                           |
| Mosambik                   | 2:2    | Benin                                | Estádio Nacional de Ombaka, Benguela diváci: 15 000 rozhodčí: Khalid Abdel Rahman (Sudan) |
| Miro 29' Fumo 54'          | Report | Omotoyossi 14' (pen.) Khan 20' (vl.) | Estádio Nacional de Ombaka, Benguela diváci: 15 000 rozhodčí: Khalid Abdel Rahman (Sudan) |

| 16. ledna 2010 17:00 UTC+1 |        |       |                                                                                                  |
| Nigérie                    | 1:0    | Benin | Estádio Nacional de Ombaka, Benguela diváci: 8 000 rozhodčí: Hélder Martins de Carvalho (Angola) |
| Yakubu 42' (pen.)          | Report |       | Estádio Nacional de Ombaka, Benguela diváci: 8 000 rozhodčí: Hélder Martins de Carvalho (Angola) |

| 16. ledna 2010 19:30 UTC+1 |        |                          |                                                                                    |
| Mosambik                   | 0:2    | Egypt                    | Estádio Nacional de Ombaka, Benguela diváci: 16 000 rozhodčí: Kokou Djaoupe (Togo) |
|                            | Report | Khan 47' (vl.) Geddo 81' | Estádio Nacional de Ombaka, Benguela diváci: 16 000 rozhodčí: Kokou Djaoupe (Togo) |

| 20. ledna 2010 17:00 UTC+1 |        |       |                                                                                             |
| Egypt                      | 2:0    | Benin | Estádio Nacional de Ombaka, Benguela diváci: 12 500 rozhodčí: Daniel Bennett (South Africa) |
| Al-Muhammadi 8' Moteab 23' | Report |       | Estádio Nacional de Ombaka, Benguela diváci: 12 500 rozhodčí: Daniel Bennett (South Africa) |

| 20. ledna 2010 17:00 UTC+1      |        |          |                                                                                        |
| Nigérie                         | 3:0    | Mosambik | Estádio Nacional da Tundavala, Lubango diváci: 10 000 rozhodčí: Koman Coulibaly (Mali) |
| Odemwingie 45', 47' Martins 86' | Report |          | Estádio Nacional da Tundavala, Lubango diváci: 10 000 rozhodčí: Koman Coulibaly (Mali) |

### Skupina D
| Tým     | Z | V | R | P | VG | OG | GR | B |
| ------- | - | - | - | - | -- | -- | -- | - |
| Zambie  | 3 | 1 | 1 | 1 | 5  | 5  | 0  | 4 |
| Kamerun | 3 | 1 | 1 | 1 | 5  | 5  | 0  | 4 |
| Gabon   | 3 | 1 | 1 | 1 | 2  | 2  | 0  | 4 |
| Tunisko | 3 | 0 | 3 | 0 | 3  | 3  | 0  | 3 |

Minitabulka týmů, které získaly shodný počet bodů:
| Tým     | Z | V | R | P | VG | OG | GR | B |
| ------- | - | - | - | - | -- | -- | -- | - |
| Zambie  | 2 | 1 | 0 | 1 | 4  | 4  | 0  | 3 |
| Kamerun | 2 | 1 | 0 | 1 | 3  | 3  | 0  | 3 |
| Gabon   | 2 | 1 | 0 | 1 | 2  | 2  | 0  | 3 |

O konečném pořadí ve skupině rozhodl počet vstřelených gólů v této minitabulce. Zápasy s Tuniskem nebyly počítány. Každý z této trojice jeden zápas vyhrál a jeden prohrál. Nejvíce gólů vstřelila Zambie (4), proto obsadila první místo ve skupině, Kamerun (3 vstřelené góly) obsadil nakonec druhé místo.
| 13. ledna 2010 17:00 UTC+1 |        |            |                                                                                               |
| Kamerun                    | 0:1    | Gabon      | Estádio Nacional da Tundavala, Lubango diváci: 15 000 rozhodčí: Daniel Bennett (South Africa) |
|                            | Report | Cousin 17' | Estádio Nacional da Tundavala, Lubango diváci: 15 000 rozhodčí: Daniel Bennett (South Africa) |

| 13. ledna 2010 19:30 UTC+1 |        |              |                                                                                        |
| Zambie                     | 1:1    | Tunisko      | Estádio Nacional da Tundavala, Lubango diváci: 17 000 rozhodčí: Koman Coulibaly (Mali) |
| J. Mulenga 19'             | Report | Dhaouadi 40' | Estádio Nacional da Tundavala, Lubango diváci: 17 000 rozhodčí: Koman Coulibaly (Mali) |

| 17. ledna 2010 17:00 UTC+1 |        |         |                                                                                      |
| Gabon                      | 0:0    | Tunisko | Estádio Nacional da Tundavala, Lubango diváci: 16 000 rozhodčí: Coffi Codjia (Benin) |
|                            | Report |         | Estádio Nacional da Tundavala, Lubango diváci: 16 000 rozhodčí: Coffi Codjia (Benin) |

| 17. ledna 2010 19:30 UTC+1        |        |                                     |                                                                                                 |
| Kamerun                           | 3:2    | Zambie                              | Estádio Nacional da Tundavala, Lubango diváci: 15 000 rozhodčí: Khalil Al Ghamdi (Saudi Arabia) |
| Geremi 68' Eto'o 72' Idrissou 86' | Report | J. Mulenga 8' C. Katongo 81' (pen.) | Estádio Nacional da Tundavala, Lubango diváci: 15 000 rozhodčí: Khalil Al Ghamdi (Saudi Arabia) |

| 21. ledna 2010 17:00 UTC+1 |        |                         |                                                                                        |
| Gabon                      | 1:2    | Zambie                  | Estádio Nacional de Ombaka, Benguela diváci: 5 000 rozhodčí: Mohamed Benouza (Algeria) |
| F. Do Marcolino 83'        | Report | Kalaba 28' Chamanga 62' | Estádio Nacional de Ombaka, Benguela diváci: 5 000 rozhodčí: Mohamed Benouza (Algeria) |

| 21. ledna 2010 17:00 UTC+1 |        |                                         | |
| Kamerun                    | 2:2    | Tunisko                                 | Estádio Nacional da Tundavala, Lubango diváci: 19 000 rozhodčí: Desire Doue Normandiez (Côte d'Ivoire) |
| Eto'o 47' N'Guémo 64'      | Report | Chermiti 1' Chedjou 63' (vl.) Jemal 87' | Estádio Nacional da Tundavala, Lubango diváci: 19 000 rozhodčí: Desire Doue Normandiez (Côte d'Ivoire) |

### Vyřazovací část
|  | Čtvrtfinále          | Čtvrtfinále          |                    |          | Semifinále  | Semifinále  |  |  | Finále               | Finále |
|  |                      |                      |                    |          |             |             |  |  |                      |        |
|  | 24. leden - Luanda   |                      |                    |          |             |             |  |  |                      |        |
|  |                      |                      |                    |          |             |             |  |  |                      |        |
|  | Angola               | 0                    |                    |          |             |             |  |  |                      |        |
|  | Angola               | 0                    | 28. leden - Luanda |          |             |             |  |  |                      |        |
|  | Ghana                | 1                    |                    |          |             |             |  |  |                      |        |
|  | Ghana                | 1                    | Ghana              | 1        |             |             |  |  |                      |        |
|  | 25. leden - Lubango  |                      | Ghana              | 1        |             |             |  |  |                      |        |
|  |                      | Nigérie              | 0                  |          |             |             |  |  |                      |        |
|  | Zambie               | Nigérie              | 0                  | 0 (4)    |             |             |  |  |                      |        |
|  | Zambie               |                      | 31. leden - Luanda | 0 (4)    |             |             |  |  |                      |        |
|  | Nigérie              | 0 (5)                |                    |          |             |             |  |  |                      |        |
|  | Nigérie              | 0 (5)                | Ghana              | 0        |             |             |  |  |                      |        |
|  | 24. leden - Cabinda  |                      | Ghana              | 0        |             |             |  |  |                      |        |
|  |                      | Egypt                | 1                  |          |             |             |  |  |                      |        |
|  | Pobřeží slonoviny    | Egypt                | 1                  | 2        |             |             |  |  |                      |        |
|  | Pobřeží slonoviny    | 28. leden - Benguela |                    | 2        |             |             |  |  |                      |        |
|  | Alžírsko             | 3                    |                    |          |             |             |  |  |                      |        |
|  | Alžírsko             | 3                    | Alžírsko           | 0        | Třetí místo | Třetí místo |  |  |                      |        |
|  | 25. leden - Benguela |                      | Alžírsko           | 0        | Třetí místo | Třetí místo |  |  |                      |        |
|  |                      | Egypt                | 4                  |          |             |             |  |  |                      |        |
|  | Egypt                | Egypt                | 4                  | 3        | Nigérie     | 1           |  |  |                      |        |
|  | Egypt                |                      |                    | 3        | Nigérie     | 1           |  |  |                      |        |
|  | Kamerun              | 1                    |                    | Alžírsko | 0           |             |  |  |                      |        |
|  | Kamerun              | 1                    |                    |          | 0           |             |  |  |                      |        |
|  |                      |                      |                    |          |             |             |  |  | 30. leden - Benguela |        |
|  |                      |                      |                    |          |             |             |  |  |                      |        |

### Čtvrtfinále
| 24. ledna 2010 17:00 UTC+1 |        |          |                                                                                   |
| Angola                     | 0:1    | Ghana    | Estádio 11 de Novembro, Luanda diváci: 50 000 rozhodčí: Mohamed Benouza (Algeria) |
|                            | Report | Gyan 15' | Estádio 11 de Novembro, Luanda diváci: 50 000 rozhodčí: Mohamed Benouza (Algeria) |

| 24. ledna 2010 20:30 UTC+1 |                      |                                         |                                                                                        |
| Pobřeží slonoviny          | 2:3 (po prodloužení) | Alžírsko                                | Estádio Nacional do Chiazi, Cabinda diváci: 10 000 rozhodčí: Eddy Maillet (Seychelles) |
| Kalou 4' Keïta 89'         | Report               | Matmour 39' Bougherra 90+1' Bouazza 92' | Estádio Nacional do Chiazi, Cabinda diváci: 10 000 rozhodčí: Eddy Maillet (Seychelles) |

| 25. ledna 2010 17:00 UTC+1 |                      |                               |                                                                                           |
| Egypt                      | 3:1 (po prodloužení) | Kamerun                       | Estádio Nacional de Ombaka, Benguela diváci: 12 000 rozhodčí: Jerome Damon (South Africa) |
| Hassan 37', 95' Geddo 92'  | Report               | Hassan 26' (vl.) Chedjou 113' | Estádio Nacional de Ombaka, Benguela diváci: 12 000 rozhodčí: Jerome Damon (South Africa) |

| 25. ledna 2010 20:30 UTC+1 |                      |                |                                                                                            |
| Zambie                     | 0:0 (po prodloužení) | Nigérie        | Estádio Nacional da Tundavala, Lubango diváci: 10 000 rozhodčí: Essam Abd El Fatah (Egypt) |
|                            | Report               | Onyekachi 107' | Estádio Nacional da Tundavala, Lubango diváci: 10 000 rozhodčí: Essam Abd El Fatah (Egypt) |

|                                        |     | Penaltový rozstřel                          |  |
| Chivuta Katongo Mayuka Nyrienda Mweene | 4:5 | Obi Mikel Martins Obinna Odemwingie Enyeama |  |

### Semifinále
| 28. ledna 2010 17:00 UTC+1 |        |         |                                                                                      |
| Ghana                      | 1:0    | Nigérie | Estádio 11 de Novembro, Luanda diváci: 7 500 rozhodčí: Daniel Bennett (South Africa) |
| Gyan 21'                   | Report |         | Estádio 11 de Novembro, Luanda diváci: 7 500 rozhodčí: Daniel Bennett (South Africa) |

| 28. ledna 2010 20:30 UTC+1            |        |                                                         |                                                                                    |
| Alžírsko                              | 0:4    | Egypt                                                   | Estádio Nacional de Ombaka, Benguela diváci: 30 000 rozhodčí: Coffi Codjia (Benin} |
| Halliche 38' Belhadj 70' Chaouchi 87' | Report | Abd Rabo 39' (pen.) Zidan 65' Abdel Shafi 80' Geddo 90' | Estádio Nacional de Ombaka, Benguela diváci: 30 000 rozhodčí: Coffi Codjia (Benin} |

### O třetí místo
| 30. ledna 2010 17:00 UTC+1 |        |          |                                                                                       |
| Nigérie                    | 1:0    | Alžírsko | Estádio Nacional de Ombaka, Benguela diváci: 12 000 rozhodčí: Badara Diatta (Senegal) |
| Obinna 56'                 | Report |          | Estádio Nacional de Ombaka, Benguela diváci: 12 000 rozhodčí: Badara Diatta (Senegal) |

### Finále
| 31. ledna 2010 17:00 UTC+1 |                   |           |                                                                                |
| Ghana                      | 0:1               | Egypt     | Estádio 11 de Novembro, Luanda diváci: 50 000 rozhodčí: Koman Coulibaly (Mali) |
|                            | Report Watch LIVE | Geddo 85' | Estádio 11 de Novembro, Luanda diváci: 50 000 rozhodčí: Koman Coulibaly (Mali) |